# Хойницкий повет
Хойницкий повят (пол. Powiat chojnicki) — повят (район) в Польше, входит как административная единица в Поморское воеводство. Центр повята — город Хойнице. Занимает площадь 1364,25 км². Население — 96 351 человек (на 30 июня 2015 года).

## Административное деление
- города: Хойнице, Брусы, Черск
- городские гмины: Хойнице
- городско-сельские гмины: Гмина Брусы, Гмина Черск
- сельские гмины: Гмина Хойнице, Гмина Конажины

## Демография
Население повята дано на 30 июня 2015 года.

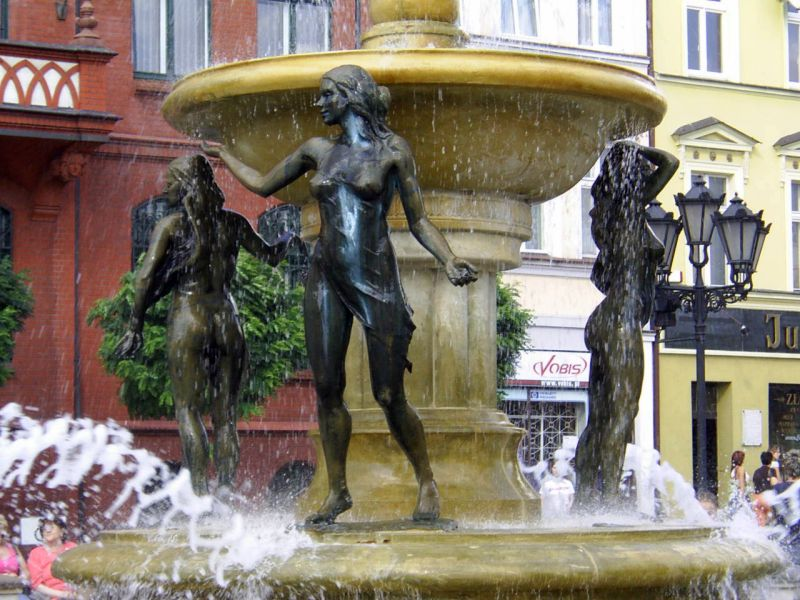
Рынок

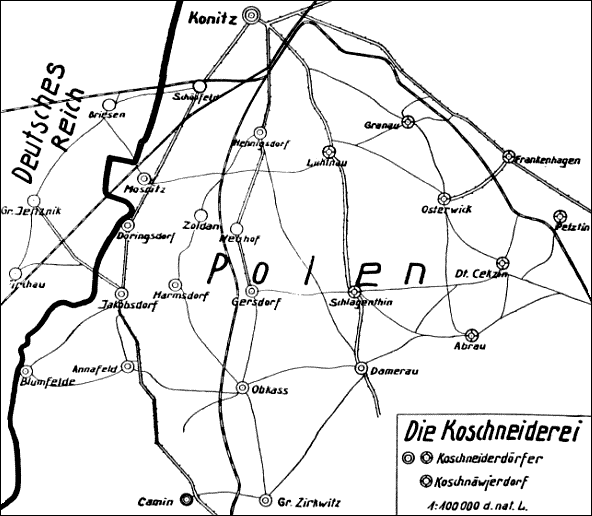
Villages belonging to Landkreis Konitz; Konitz (on top) and the Koschneiderei 1926

| Перепись            | Всего  | Мужчины | Женщины |
| ------------------- | ------ | ------- | ------- |
|                     | чел.   | чел.    | чел.    |
| Всего               | 96 351 | 47 553  | 48 798  |
| Городское население | 55 163 | 26 669  | 28 494  |
| Сельское население  | 41 188 | 20 884  | 20 304  |